# Pazo de García Flórez
O Pazo de García Flórez, é um pazo barroco do século século XVIII localizado entre a rua Sarmiento e a Praça da Leña na cidade de Pontevedra, em Espanha, no coração do centro histórico.

## História
No final do século XVIII, Antonio García Estévez Fariña e a sua esposa Tomasa Suárez Flórez encomendaram a construção deste pazo, que foi acrescentado a outro, menor e mais antigo.
Um século mais tarde, entre 1881 e 1930, o pazo tornou-se a sede da Escola Normal de Pontevedra.
Na década de 1930, a pazo albergou a Escola Graduada para Crianças no primeiro andar, com o segundo andar reservado para o alojamento do director. Estes dois andares foram posteriormente alugados à Câmara Municipal de Pontevedra.
Nos anos 1940, o interior do pazo foi totalmente remodelado pelo arquitecto Robustiano Fernández Cochón para albergar o museu de Pontevedra. O seu exterior barroco foi preservado, um arco de pedra e ponte foram construídos para o ligar ao pazo Castro Monteagudo e duas estátuas de pedra da Fortaleza e Esperança foram colocadas nos cantos do telhado. A 15 de agosto de 1943, o pazo García Flórez foi inaugurado como sede do museu de Pontevedra.
As salas do museu foram abertas ao público no dia 4 de setembro de 1946, excepto para a reconstrução da cabine de oficiais da fragata Numancia, que foi inaugurada no dia 7 do mesmo mês.

## Descrição
No exterior, a fachada principal da rua Sarmiento tem um pórtico com três arcos sobre grandes colunas. Há três portas no primeiro andar, rodeadas na parte inferior por uma decoração de volutas e no segundo andar duas portas com varandas que se estendem até às fachadas adjacentes, entre as quais se encontra um grande brasão de pedra coroado com um elmo, originalmente dourado e policromado, rodeado por cinco medalhões. No interior do brasão estão representadas as linhagens das famílias Estévez, Suárez, Fariña e Flórez. Nos cantos da parte superior da fachada existem duas gárgulas.
Na fachada sul, há uma porta no rés-do-chão e uma grande varanda que corre ao longo da fachada no primeiro andar. Na fachada leste, há uma sucessão de janelas e portas no andar superior e duas portas no primeiro andar, uma das quais tem uma varanda. A fachada da rua Pasantería tem janelas diferentes distribuídas ao longo da fachada de acordo com as escadas interiores. O pazo tem 778 metros quadrados de superfície construída.
No interior existem salas dedicadas às artes decorativas, escultura e artes populares. Entre as peças em exposição encontram-se objectos a azeviche, gravuras, esculturas religiosas, faiança de Sargadelos, cristal da Granja, o escritório do almirante Méndez Núñez, uma réplica da cabine da fragata Numancia e uma cozinha tradicional galega.
Após a sua renovação aprovada em 2022, os espaços interiores serão diáfanos e livres de obstáculos, deixando apenas as paredes-mestras originais que lhe darão uma aparência unificada. O pazo terá também uma ampla ligação subterrânea com o pazo de Castro Monteagudo.

## Galeria

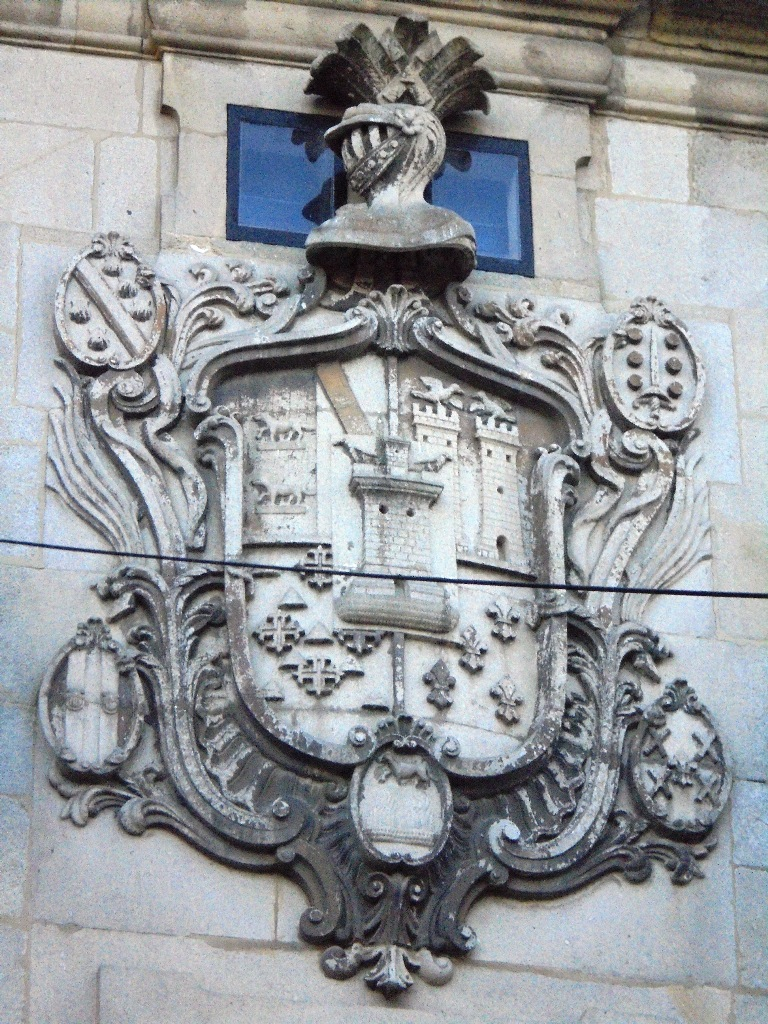
Brasão de armas
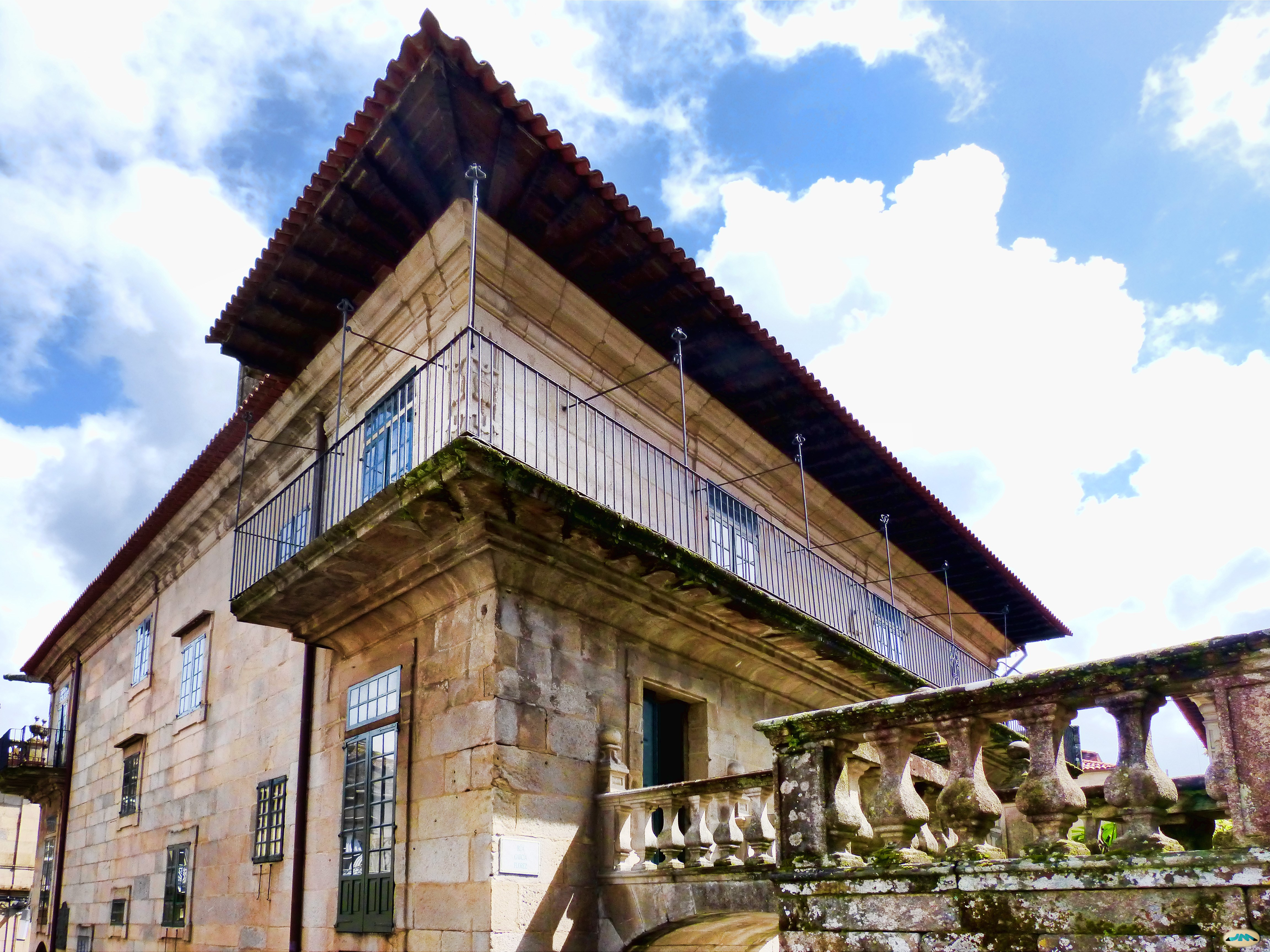
Fachada sul
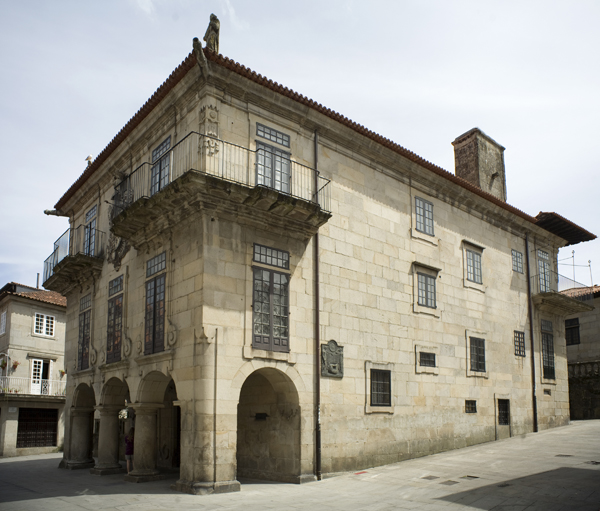
Fachada ocidental, rua Pasantería
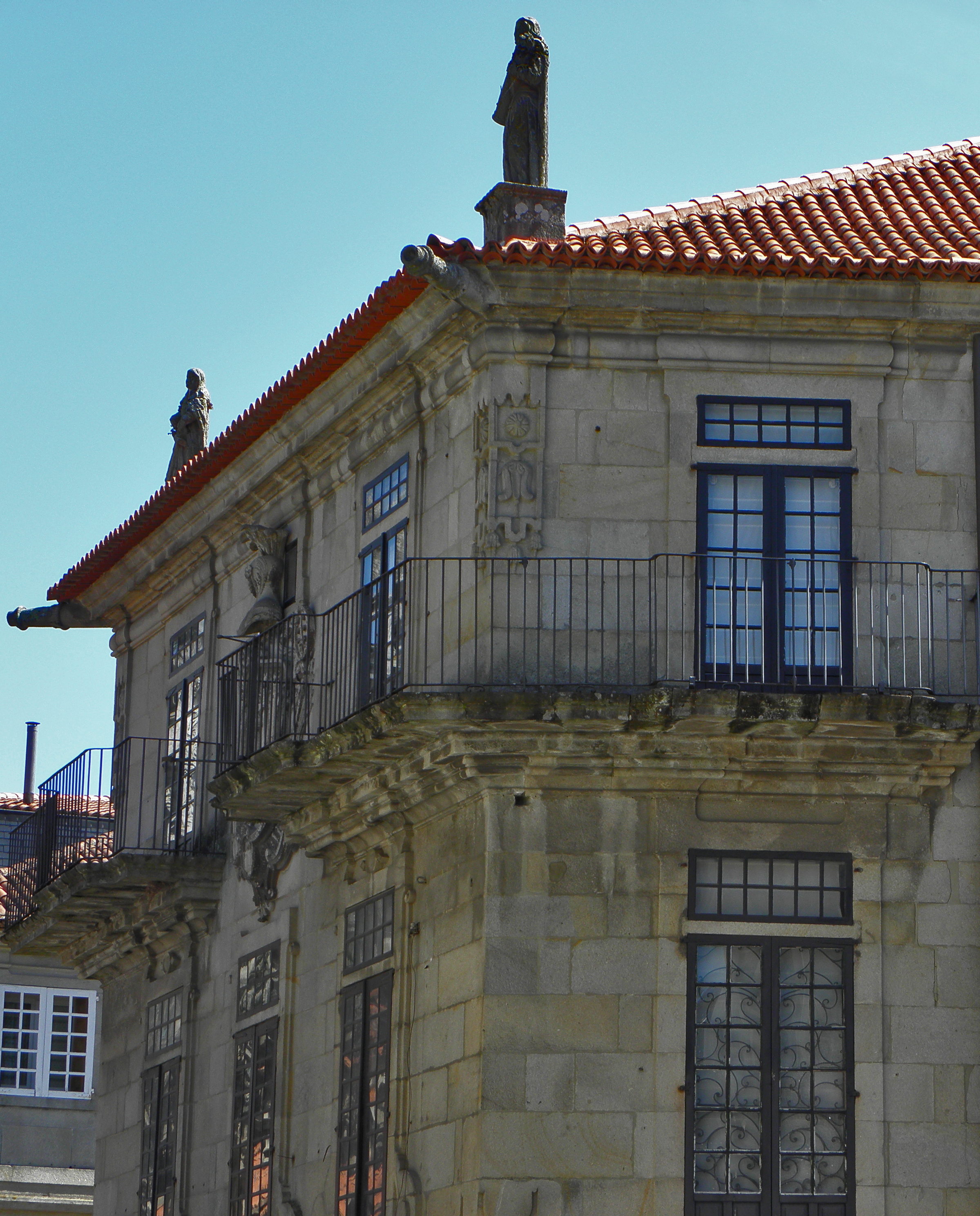
Estátuas da fortaleza e da esperança no telhado
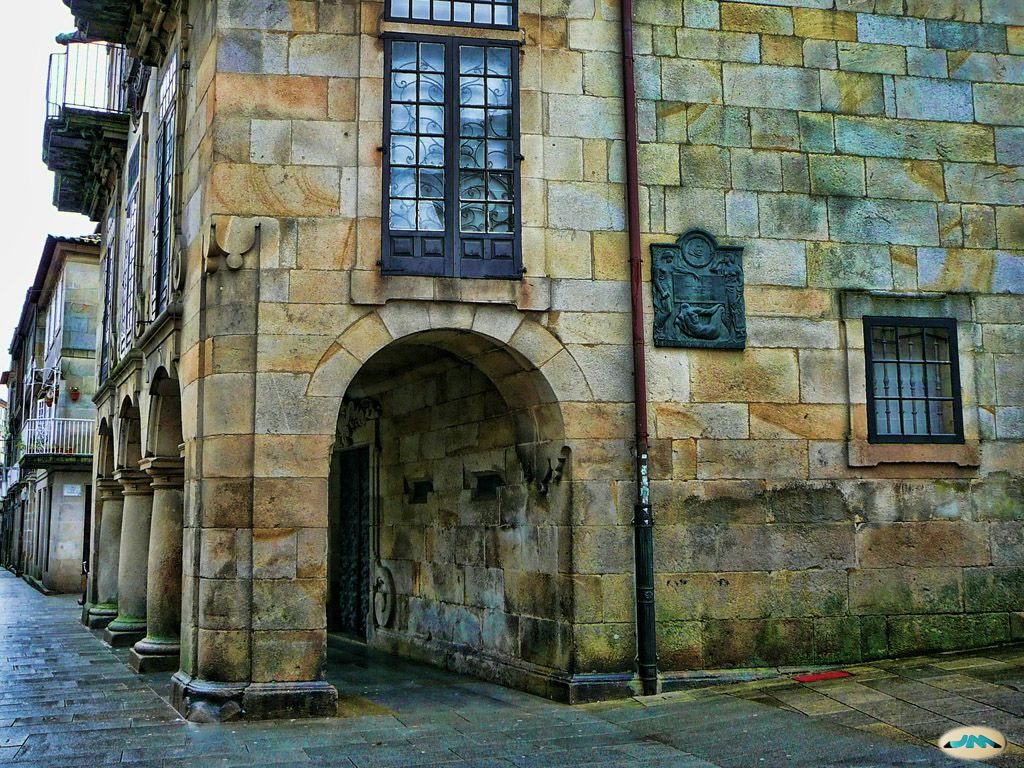
Arcadas da fachada principal
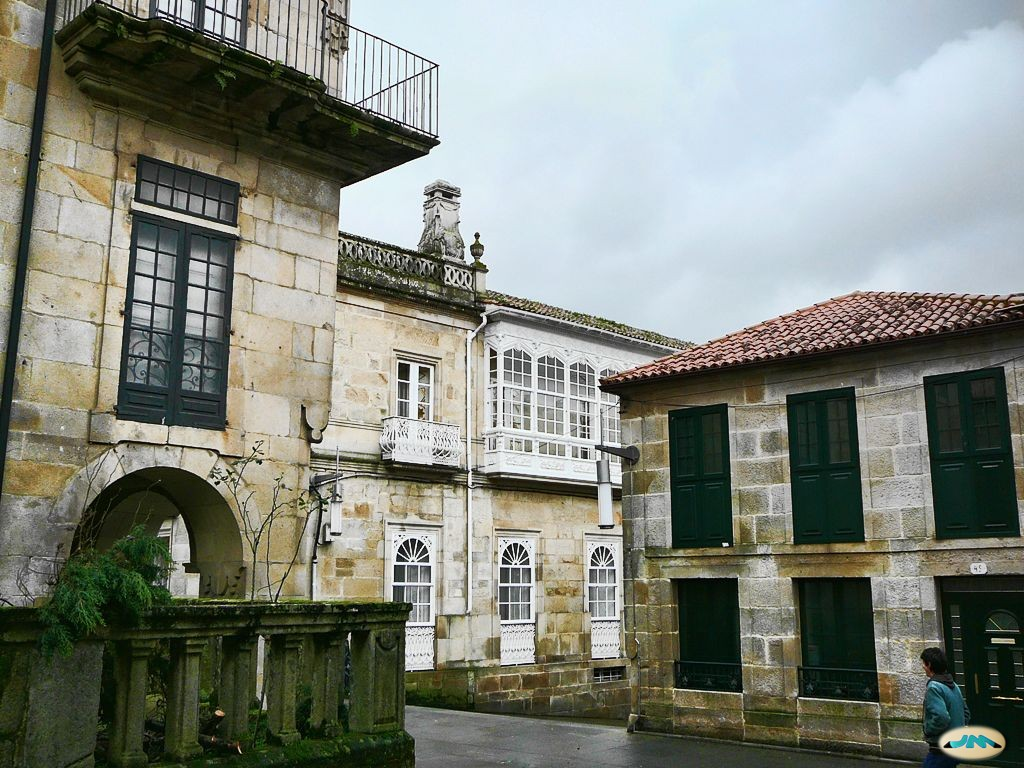
Fachada oriental
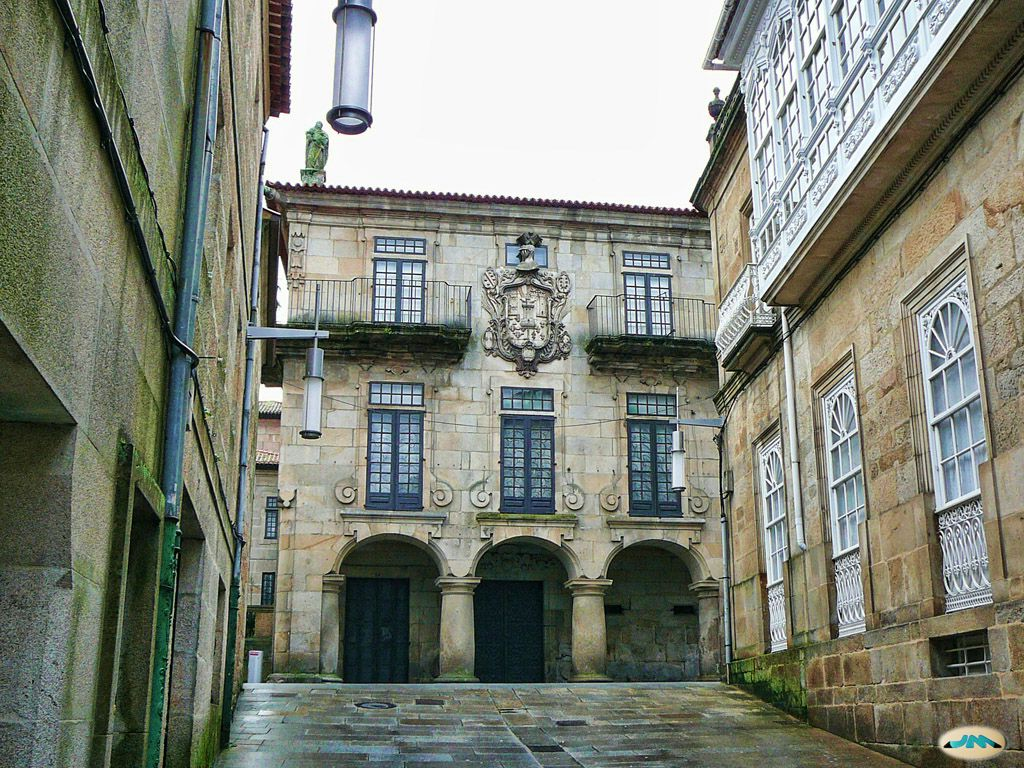
Fachada principal

### Outros artigos
- Museu de Pontevedra
- Rua Sarmiento
- Praça da Leña
- Pazo de Mugartegui